# Селма Каназир
Селма Каназир (Београд, 26. маја 1953) српски је неуробиолог.

## Биографија
По завршетку молекуларне биологије на Природно-математичком факултету, Селма Каназир се специјализовала у неуробиологији, тј. у истраживању ћелија нервног система и њихове организације у функционалне целине. Докторирала је на Биолошком факултету Универзитета у Београду 1988. године дисертацијом под насловом Клонирање и експресија секвенци cDNK за специфичан протеин неурона, синапсин III.
Претходно је била на специјализацији у Медицинској школи, Јејл Универзитета (1982-83) и на Rockefeller University, Lab. of Molecular and Cellular Neuroscience (1983-86). Оба пута ментор јој је био Нобеловац Пол Грингард (енгл. Paul Greengard).
Запослена је у Институту за биолошка истраживања „Синиша Станковић“ у Београду. Последњих година претежно истражује процесе повезане са Алцхајмеровом болешћу.
Предаје на Биолошком факултету на редовним и докторским студијама предмете из области неуробиологије.